# Largado às Traças
"Largado às Traças" é uma canção da dupla sertaneja brasileira Zé Neto & Cristiano, lançada no dia 30 de janeiro de 2018 como o primeiro single do seu segundo extended play (EP) Acústico. A canção conquistou um disco de diamante da Pro-Música Brasil, e um troféu na categoria de Melhor Música no Melhores do Ano, do Domingão do Faustão. A produção da música ficou por conta de Ivan Miyazato, que já participou da produção do terceiro DVD da dupla, Esquece o Mundo Lá Fora. “Largado às Traças” bateu a marca de 1 milhão de visualizações em menos de 24 horas no ar, algo que não ocorria desde o lançamento de “Seu Polícia”.
Em 20 de maio de 2025, a música alcançou a marca de 1 bilhão de visualizações no YouTube, sendo a segunda música sertaneja a chegar nessa marca (a primeira foi Ai, Se Eu Te Pego de Michel Teló), e tornando Zé Neto e Cristiano a primeira dupla sertaneja a atingir esse patamar.

## Composição
Escrita por André Vox, Victor Hugo, da dupla sertaneja Diego & Victor Hugo, e Pancadinha, a canção relata a velha história de alguém que perdeu o amor.

## Lista de faixas
- Download digital

1. "Largado às Traças" - 3:37[7]

## Desempenho nas tabelas musicais
| Tabela musical (2018)                     | Melhor posição |
| ----------------------------------------- | -------------- |
| Brasil - Billboard Brasil Hot 100 Airplay | 1              |
| Brasil - Top 50 Streaming Mensal          | 1              |

## Certificação
| País         | Certificação | Data |
| ------------ | ------------ | ---- |
| Brasil (PMB) | Diamante     | 2018 |

## Prêmios e indicações
| Ano  | Prêmio                      | Categoria     | Resultado |
| ---- | --------------------------- | ------------- | --------- |
| 2018 | Melhores do Ano de 2018     | Música do Ano | Venceu    |
| 2018 | Prêmio Contigoǃ Online 2018 | Melhor Música | Indicado  |